# غيبرت النوجنتي
غيبرت النوجنتي (ق. 1055 - 1124) كان مؤرخًا بندكتينيًا، وعالم لاهوت، ومؤلفًا لمذكراته الذاتية. لم يكن غيبرت معروفًا نسبيًا في عصره، ولم يذكره معاصروه تقريبًا. لقد لفت انتباه العلماء مؤخرًا فقط، الذين كانوا أكثر اهتمامًا بمذكراته الذاتية وشخصيته الواسعة التي تقدم نظرة ثاقبة للحياة في العصور الوسطى.

## حياته
وُلِد غيبرت لوالدين ينتميان إلى طبقة النبلاء الصغيرة في كليرمون أون بوفاسيس. يزعم غيبرت أن والديه استغرقا أكثر من سبع سنوات حتى تمكنا من الحمل، كما كتب في كتابه مونديا (العنوان الأصلي: Monodiae). وفقًا لمذكراته، كاد المخاض أن يكلفه هو وأمه حياتهما، حيث ولدت غويبرت في وضع مقعدي. قدمت عائلة غيبرت نذرًا إلى ضريح العذراء مريم، ووعدت أنه إذا نجا غيبرت، فسوف يكرس نفسه للحياة الدينية. وبما أنه نجا، فقد اتبع هذا المسار. كان والده عنيفًا وغير مخلص ومُفرط، وقُبض عليه في معركة مورتمير [الإنجليزية]، وتوفي بعد ثمانية أشهر. في مذكراته، ينظر غيبرت إلى وفاته وبوصفها نوعًا من النعمة، مُشيرًا إلى أنه لو كان والده قد نجا، فمن المرجح أنه كان سيجبر غيبرت على أن يصبح فارسًا، وبالتالي يخالف القسم للسيدة العذراء مريم بتكريس غيبرت للكنيسة. وكانت أمه متسلطة، ذات جمال وذكاء، وغيرة شديدة. يكتب غيبرت الكثير عن والدته، وبتفصيل كبير، حتى أن بعض العلماء، مثل أرشامبولت، اقترحوا أنه ربما كان يعاني من عقدة أوديب. لقد تولت مسؤولية تعليمه، وعزلته عن أقرانه، واستأجرت له مدرسًا خاصًا من سن السادسة إلى الثانية عشرة. يتذكر غيبرت أن المعلم كان قاسيًا وغير كفء، ومع ذلك نشأت علاقة قوية بين غويبرت ومعلمه. عندما كان غيبرت في حوالي الثانية عشرة من عمره، تقاعدت والدته في دير بالقرب من سانت جرمار دي فلاي [الإنجليزية]، وسرعان ما تبعها. وبعد أن انضم إلى الرهبنة في سانت جرمار دي فلاي [الإنجليزية]، درس بحماس كبير، وكرس نفسه في البداية للشعراء العلمانيين أوفيد وفيرجيل، وهي التجربة التي تركت بصمتها على أعماله. وفي وقت لاحق، غيّر تركيزه إلى علم اللاهوت، من خلال تأثير أنسيلم بيك ، الذي أصبح فيما بعد رئيس أساقفة كانتربري .
في عام 1104، اُختير رئيسًا لدير نوجنت سو كوسي الفقير والصغير (تأسس عام 1059) ومنذ ذلك الحين لعب دورًا أكثر بروزًا في الشؤون الكنسية، حيث كان على اتصال بالأساقفة ومجتمع البلاط. والأهم من ذلك، أنها أعطته الوقت لممارسة شغفه بالكتابة. أول عمل رئيس له في هذه الفترة هو تاريخ الحملة الصليبية الأولى الذي أطلق عليه اسم أعمال الله من خلال الفرنجة، والذي انتهى منه في عام 1108 وأدخل عليه بعض التعديلات في عام 1121، يتحدث عن الحملات الصليبية والمسلمين. كتابه التاريخي هو في معظمه عبارة عن إعادة صياغة، بأسلوب مزخرف، لكتاب أعمال الفرنجة [الإنجليزية] لمؤلف نورماندي مجهول؛ لم يعطه مؤرخو الحروب الصليبية تقليديًا مراجعات إيجابية، بالتالي فلا أصل لرواياته، وحقيقة أنه يبقى قريبًا جدًا من لكتاب أعمال الفرنجة [الإنجليزية]، وصعوبة لغته اللاتينية، تجعله يبدو غير ضروري. ومع ذلك، فقد لفت المحررين والمترجمين في الآونة الأخيرة الانتباه إلى كتاباته الممتازة والمادة الأصلية. والأهم من ذلك أن كتابه يزودنا بمعلومات لا تقدر بثمن عن استقبال الحملة الصليبية في فرنسا. كان غيبرت يعرف الصليبيين شخصيًا، ونشأ معهم، وتحدث معهم عن ذكرياتهم وتجاربهم.
بالنسبة للقارئ المعاصر، تُعتبر سيرته الذاتية (وعنوانها الأصلي: De vita sua sive monodiarum suarum libri tres)، أو الأغاني المنفدرة (عنوانها الأصلي: Monodiae) ، والتي يشار إليها عادة باسم مذكراته، والتي كتبها في عام 1115، الأكثر إثارة للاهتمام من بين أعماله. وقد كتب هذا الكتاب في أواخر حياته، واستنادًا إلى نموذج اعترافات القديس أوغسطين ، يتتبع فيه حياته من طفولته إلى مرحلة البلوغ. ويقدم في جميع أنحاء الكتاب لمحات خلابة عن عصره وعادات بلاده. ينقسم النص إلى ثلاثة "كتب". يغطي الأول حياته الخاصة، من الولادة حتى البلوغ؛ والثاني هو تاريخ موجز لديره؛ والثالث هو وصف للانتفاضة في لاون القريبة. ويقدم معلومات قيمة عن الحياة اليومية في القلاع والأديرة، وعن أساليب التعليم التي كانت رائجة آنذاك، ويلقي نظرة ثاقبة على بعض الشخصيات الرئيسة والثانوية في عصره. أعماله ملونة بعواطفه وتحيزاته، والتي تضيف لمسة شخصية إلى العمل.
على سبيل المثال، كان متشككًا للغاية بشأن مدى ملاءمة الآثار الكاثوليكية ليسوع المسيح والسيدة العذراء مريم والعديد من القديسين الكاثوليك، وكان لديه شكوك حول صحتها، مشيرًا إلى أن بعض الأضرحة وأماكن الحج قدمت ادعاءات متضاربة حول بقايا الجسد أو الملابس أو الأشياء المقدسة الأخرى التي كانت موجودة في أي موقع لكنه ادعى أنه رأى الملك لويس السادس يعالج مرضى داء الكلب بأم عينيه.

## الملاحظات
1. ↑  Brockhaus Enzyklopädie | Guibert von Nogent (بالألمانية), OL:19088695W, QID:Q237227
2. ↑  Dictionnaire de spiritualité. Ascétique et mystique | GUIBERT DE NOGENT (بالفرنسية), ISSN:0336-8106, QID:Q3026733
3. ↑  جميع الوثائق الكاثوليكية | Guibertus De Novigento Abbas، QID:Q11813426
4. ↑   https://www.christianhistoryinstitute.org/study/module/nogent/. {{استشهاد ويب}}: |url= بحاجة لعنوان (مساعدة) والوسيط |title= غير موجود أو فارغ (من ويكي بيانات) (مساعدة)
5. ↑  Keats-Rohan، K. S. B. "Guibert of Nogent (1055 – c. 1125)". The Crusades - An Encyclopedia. ص. 548.

## روابط خارجية
- مؤلفات غيبرت النوجنتي في مشروع غوتنبرغ
- أعمال بقلم أو عن رئيس دير نوغينت في أرشيف الإنترنت